# VTuber인데 방송 끄는 걸 깜빡했더니 전설이 되어있었다
VTuber인데 방송 끄는 걸 깜빡했더니 전설이 되어있었다(VTuberなんだが配信切り忘れたら伝説になってた)는 나나토 나나가 글을 쓰고 시오카즈노코가 그림을 그린 일본의 라이트 노벨 시리즈이다. 이 시리즈는 2020년 소설 게시 웹사이트 하멜른과 카쿠요무에서 시작되었으며, 2021년 5월 후지미 쇼보의 후지미 판타지아 문고 라이트 노벨 각인으로 출판을 시작했으며, 2023년 11월 현재 8권을 출판했다. 이 시리즈는 J-Novel 클럽에서 영어로 라이선스를 받았다. 후지사키 로토의 만화 각색은 2023년 8월부터 카도카와 쇼텐의 월간 콤프 에이스 잡지에서 연재를 시작했다. TNK (기업)가 제작한 애니메이션 TV 시리즈 각색판은 2024년 첫 방송 예정이다.

## 같이 보기
- 버츄얼 유튜버